# Andrawida-Kilini
Andrawida-Kilini (gr. Δήμος Ανδραβίδας-Κυλλήνης, Dimos Andrawidas-Kilinis) – gmina w Grecji, w administracji zdecentralizowanej Peloponez, Grecja Zachodnia i Wyspy Jońskie, w regionie Grecja Zachodnia, w jednostce regionalnej Elida. Siedzibą gminy jest Lechena, a siedzibą historyczną jest Warda. W 2011 roku liczyła 21 581 mieszkańców. Powstała 1 stycznia 2011 roku w wyniku połączenia dotychczasowych gmin: Lechena, Andrawida, Kastro-Kilini i Wuprasia.